# TODD. Акт 2. На Краю
«TODD. Акт 2. На краю» — дванадцятий студійний альбом російського рок-гурту «Король и Шут», складений з музики зонг-опери жахів «TODD», що вийшов 24 травня 2012 року. «На краю» — це друга частина альбому з піснями з зонг-опери «TODD».

## Список композицій
| #   | Назва                               | Друга назва            | Тривалість |
| --- | ----------------------------------- | ---------------------- | ---------- |
| 1.  | «Смерть на балу»                    | «Ария Солиста и Тодда» | 4:41       |
| 2.  | «Маленький остров»                  | «Ария Ловетт»          | 2:50       |
| 3.  | «Неупокоенный'»                     | «Ария Тодда»           | 2:46       |
| 4.  | «Выход Судьи»                       | «Ария Судьи»»          | 4:33       |
| 5.  | «Христова Невеста»                  | «Дуэт Элизы и Тодда»   | 3:50       |
| 6.  | «Священник больше ничего не скажет» | «Ария Тодда»           | 4:23       |
| 7.  | «Небесный суд»                      | «Дуэт Судьи и Тодда»   | 4:37       |
| 8.  | «Почему ты жива?»                   | «Ария Тодда»           | 3:03       |
| 9.  | «Смерть Ловетт»                     | «Ария Ловетт»          | 1:34       |
| 10. | «На краю»                           | «Последняя ария Тодда» | 4:05       |

## Учасники запису
- Михайло Горшеньов — вокальні партії Тодда
- Олександр Щиголєв — барабани, перкусія
- Яків Цвіркунов — гітара, акустична гітара
- Сергій Захаров — бас-гітара
- Павло Сажинов — клавішні, програмування
- Валерій Аркадін («Глеб Самойлов & The Matrixx») — гітара, акустична гітара
- Ілля Чорт («Пілот») — вокальні партії Судді (IV, VII)
- Олена Те — вокальні партії Ловетт та Елізи (II, V, IX)
- Олександр Леонтьєв — вокальна партія Соліста (I)
- Текст від автора читає народний артист Росії Веніамін Смехов.